# Stictopisthus crassipes
Stictopisthus crassipes är en stekelart som först beskrevs av Carl Gustav Alexander Brischke 1880.  Stictopisthus crassipes ingår i släktet Stictopisthus och familjen brokparasitsteklar. Inga underarter finns listade i Catalogue of Life.